# زیر پل همپتون کورت

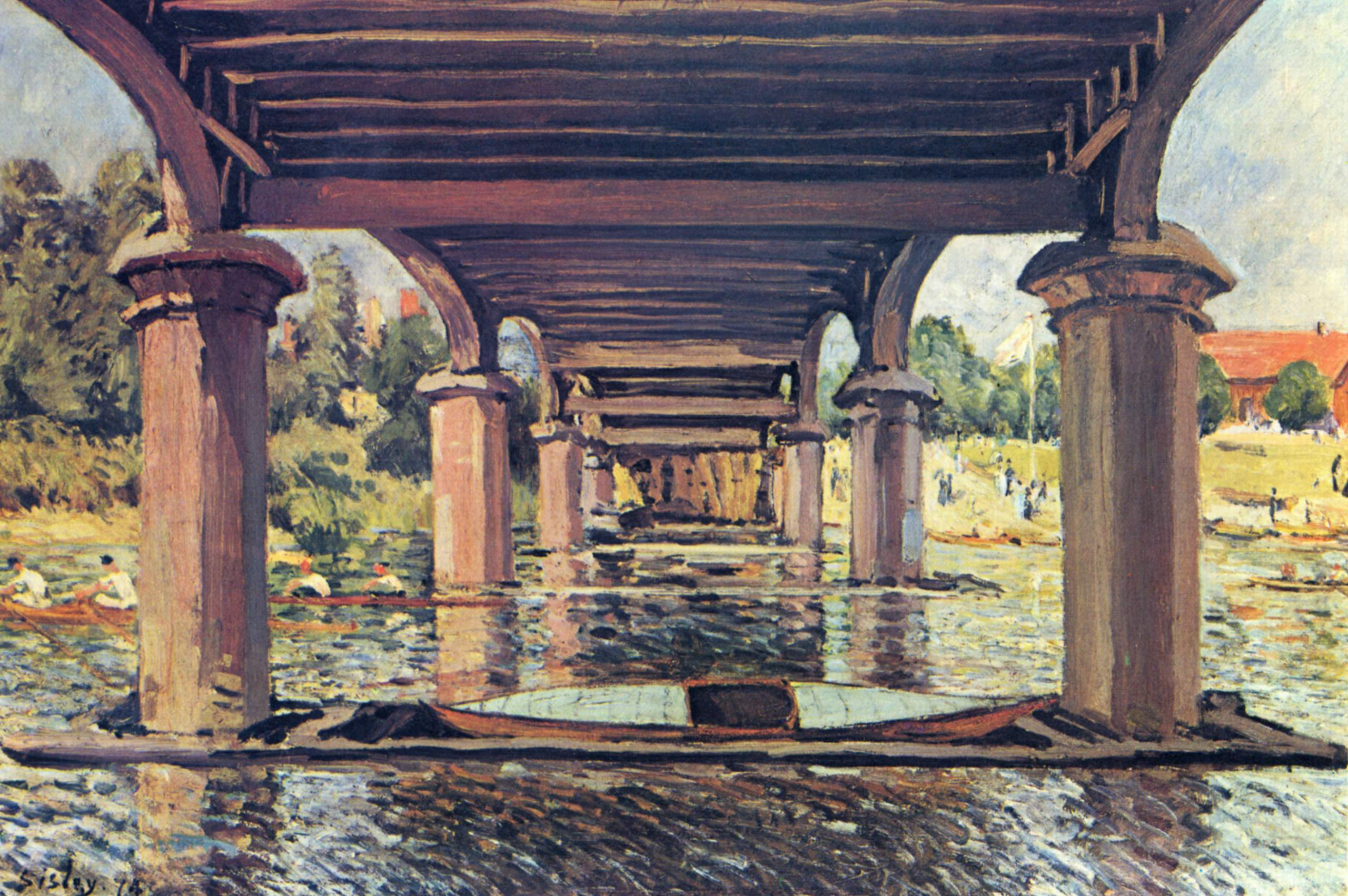

زیر پل همپتون کورت (به انگلیسی: Under Hampton Court Bridge) یک نقاشی اثر آلفرد سیسلی است. این نقاشی در سال ۱۸۷۴ کشیده شد و در سال ۱۹۷۳ توسط دکتر هربرت و شارلوت ولفر دی آرماس به موزه هنر ونترتور اهدا شد.